# حشره‌خوار خاکستری
 حشره‌خوار خاکستری (سرده) (نام علمی: Notiosorex) نام یک سرده از زیرخانواده حشره‌خوارهای دندان‌سرخ است.

## گونه‌ها
- سرده Notiosorex
  - Cockrum's gray shrew - حشره‌خوار خاکستری کاکروم
  - حشره‌خوار خاکستری کرافورد (N. crawfordi)
  - حشره‌خوار خاکستری گوش‌بزرگ (N. evotis)
  - حشره‌خوار خاکستری ویلا (N. villai)